# Karl Gottfried Erdmann
Pour les articles homonymes, voir Erdmann.
Carl Gottfried Erdmann ou Karl Gottfried Erdmann, né le 31 mars 1774 à Wittemberg et mort le 13 janvier 1835 à Dresde, est un médecin et botaniste allemand.

## Biographie
Carl Gottfried Erdmann naît le 31 mars 1774 à Wittenberg et fait ses études médicales dans la même ville. Reçu docteur en 1798, il est médecin pensionné de la ville de Dresde,,.
Il est le père d'Otto Linné Erdmann,.
Il meurt le 13 janvier 1835 à Dresde.

## Travaux
Il est connu pour ses travaux sur la flore (spermatophytes) de Saxe, et pour avoir introduit la vaccine d'Edward Jenner à Dresde en 1801,.
Ses principales publications sont, :
- Sammlung und beschreibung der giftpflanzen die in Sachsen wildwachsen, 1797 ;
- Gewächse der Obersächsischen Flora, 1800 ;
- Erste Kuhpocken Inoculationem in Dresden, 1801 ;
- Übersicht der theoretischen und practischen Botanik nach ihrem ganzen Umfange, 1802.
- Aufsätze und Beobachtungen aus allen Theilen der Arzneiwissenschaft, 1802 ;